# Husův sbor (Lomnice nad Popelkou)
Husův sbor v Lomnici nad Popelkou je sbor (kostel) Církve československé husitské. Nachází se v ulici 5. května nedaleko Tylova divadla a naproti parku u autobusového nádraží.

## Historie
Náboženská obec Církve československé v Lomnici nad Popelkou vznikla v roce 1927, od roku 1928 hledala pozemek pro místo svého sboru. Po delším hledání a neúspěšných pokusech o odkup různých nemovitostí zakoupila obec pozemek po zbouraném domku č. 718, kde zahájila stavbu sboru, který byl dokončen v roce 1937 a od té doby slouží potřebám místní náboženské obce. V roce 1941 byla přistavěna zimní modlitebna.

## Popis
Projekt lomnického Husova sboru vypracoval v letech 1935–1936 stavitel František Pivec, který v roce 1937 stavbu také realizoval. Stavba je mezi ostatními stavbami sboru Církve československé (husitské) unikátní svým půdorysem – kvůli tvaru pozemku totiž svírá monumentální čelní průčelí s věží a hlavní chrámová loď přibližně 40° úhel, celá stavba má tak přibližný půdorys číslice 1. Objekt je kvalitní funkcionalistickou variací na formálně daný vzor sborů československé církve. Interiér je funkčně rozdělen na dvě samostatné části, sakrální a obytnou.